# 안건마
안건마(1947년 10월 16일 ~ )는 대한민국 기타리스트이자 피아니스트 겸 색소포니스트이며 작곡가이다.

## 주요 이력
1968년 미8군 무대에서 기타 연주가 첫 데뷔하였으며 1974년 "TBC 동양방송 특집 신인가요제"에서 포크 팝 보컬 음악 그룹 "어니언스"의 《몰라 주네》라는 곡을 작사 및 작곡하여 작곡가 정식 데뷔하였다.

## 주요 작품

### 작사 및 작곡
- 《몰라 주네》(어니언스 노래)
- 《아직도 마음은 날개》(투에이스 노래)
- 《별리》(김정호 노래)
- 《여인아》(이태원 노래)